# Antonio Vega
Antonio Vega Tallés  (Madrid, 16 de dezembro de 1957 — Majadahonda, 12 de maio de 2009) foi um cantor e compositor espanhol.